# Dactylis glomerata
Dactylis glomerata (dáctilo o pasto ovillo) es una gramínea perenne, nativa de Europa y con importancia como planta forrajera.

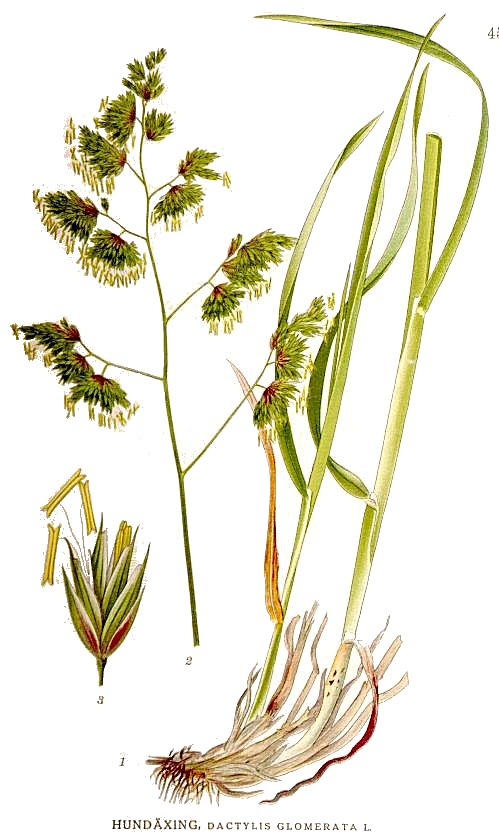
Ilustración

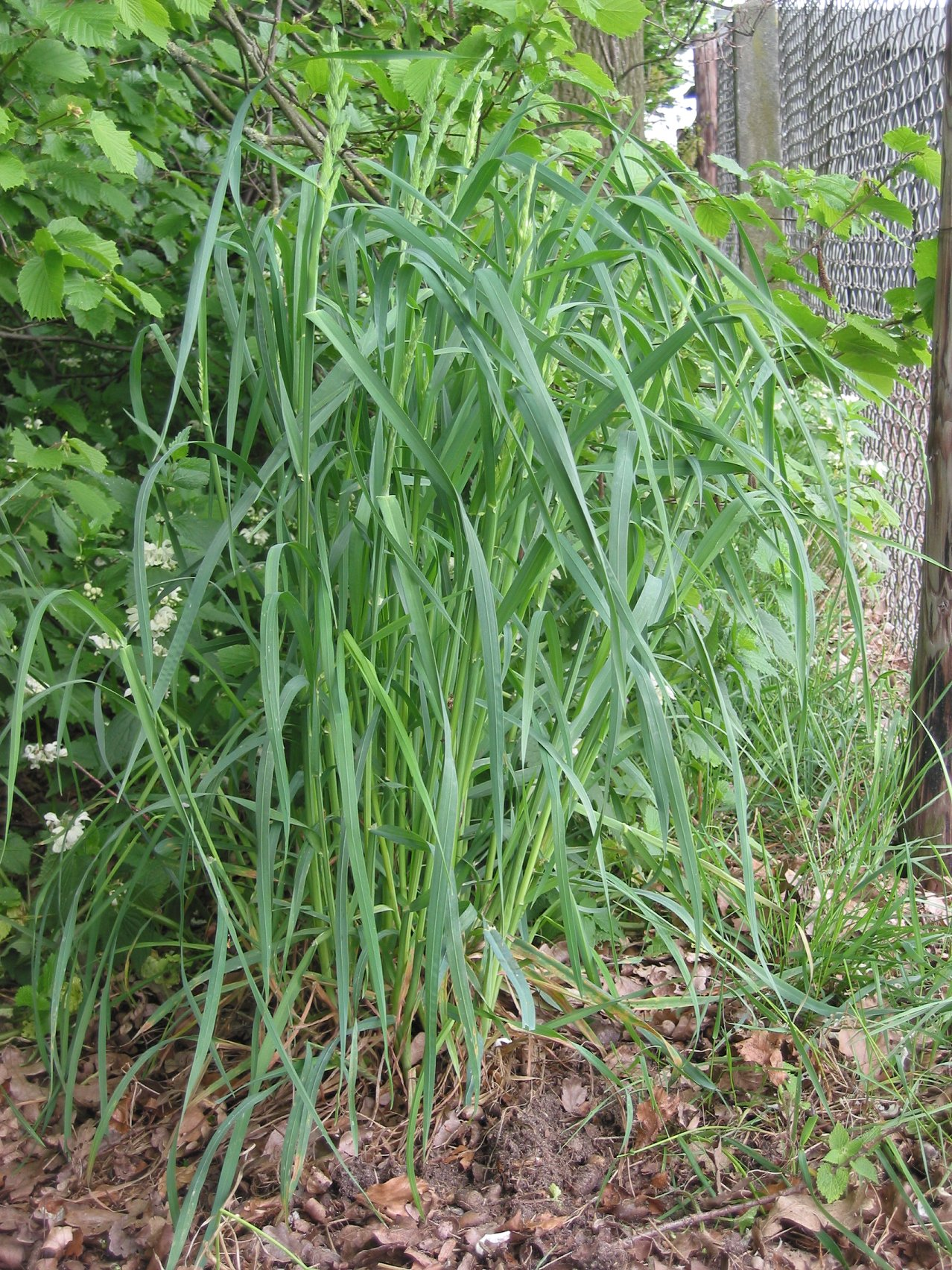
Vista de la planta

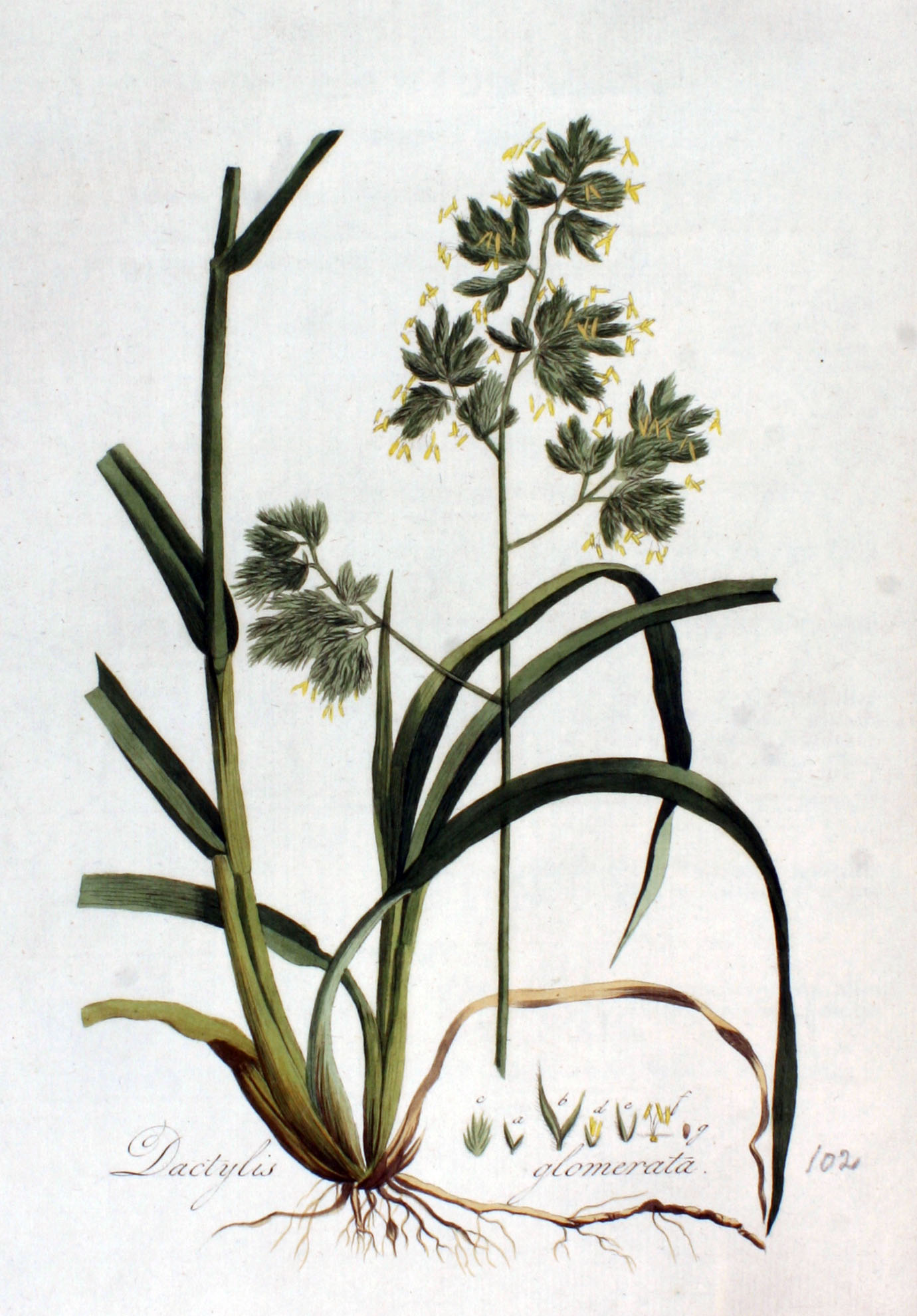
Ilustración

## Descripción
Es perenne, alta, erguida, crece formando matas y sus tallos florales tienen una altura de 60 a 120 cm.
Las hojas no tienen pelos y están plegadas, los limbos son planos con sección en «V», anchos, largos y de ápice puntiagudo, poseen colores grisáceos y azulados y su nervadura central está muy marcada. Son suaves y blandas cuando son jóvenes y duras al llegar a adultas. La lígula es larga, blanquecina y sin aurículas.
La inflorescencia es una panoja con espiguillas aglomeradas en ramas (de ahí su nombre).
El fruto es un cariopse, pequeño, vestidos, con arista fuerte y germinan con facilidad. Las vainas son aplastadas y de quilla pronunciada.

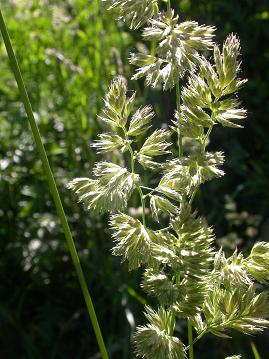

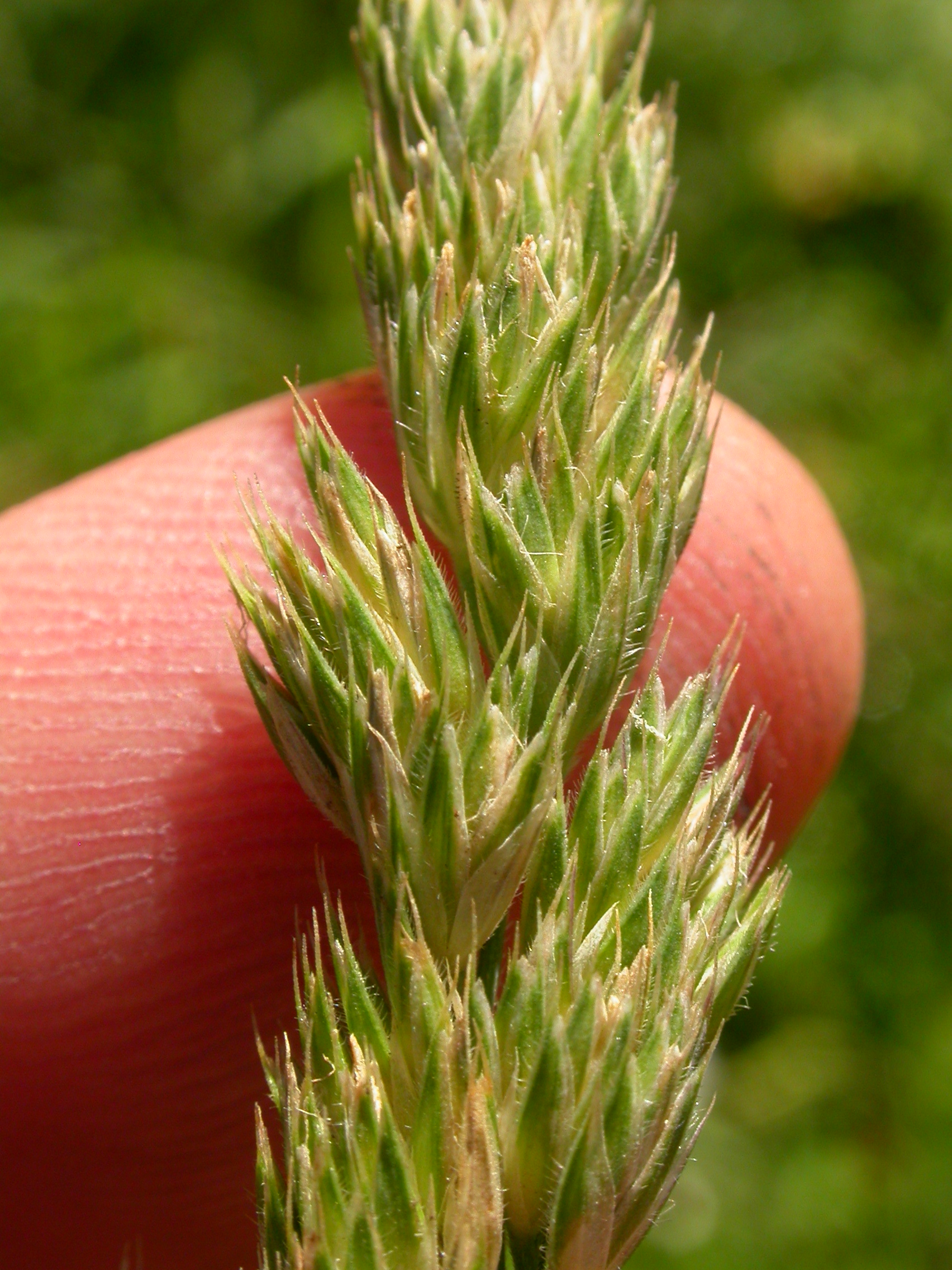
Espiga

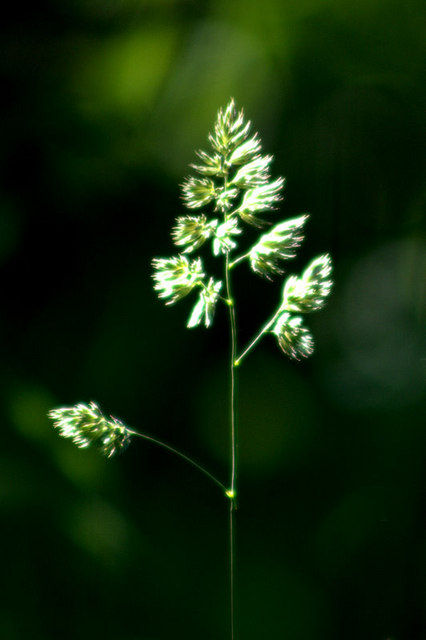
Detalle de la planta

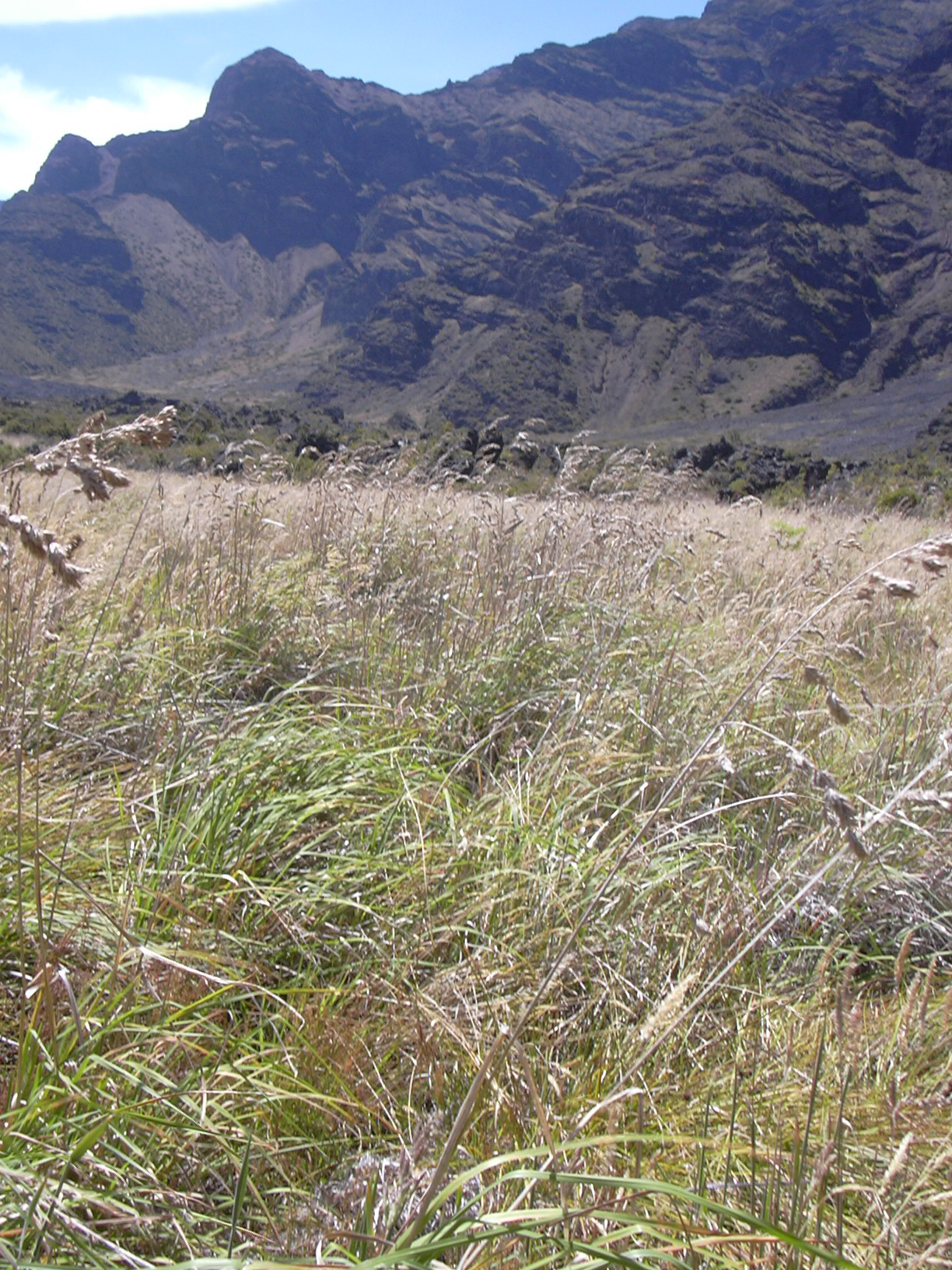
En su hábitat

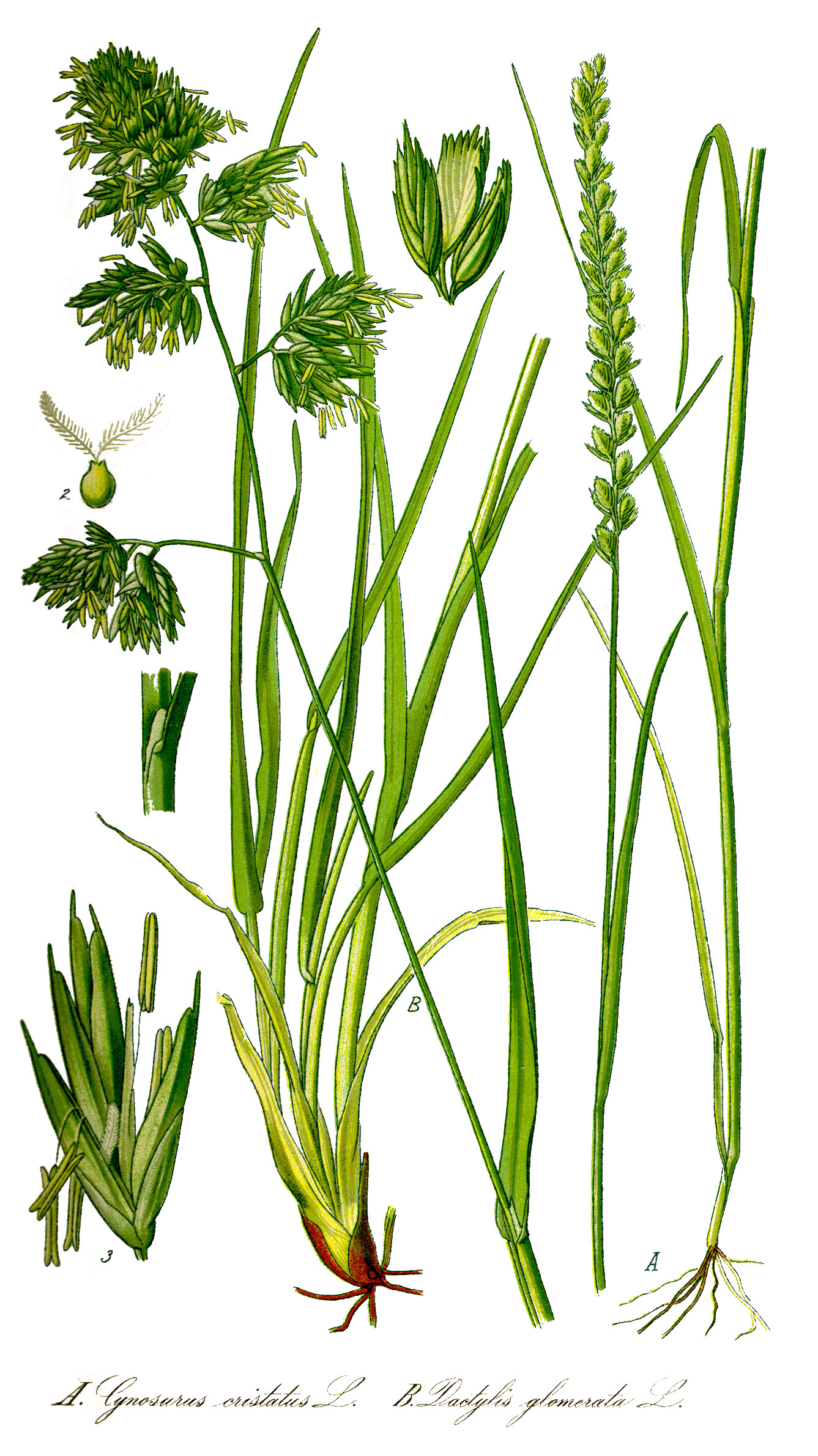
Ilustración

## Distribución y adaptación
Se encuentra en gran parte de las regiones de clima templado del hemisferio norte: Europa (es nativo del oeste y centro de Europa), Asia y norte de África. En América del Norte se encuentra en Canadá y Estados Unidos. 
En el Hemisferio Sur destaca su presencia en Nueva Zelanda y América del Sur (Chile, Argentina).
En la región mediterránea se ha adaptado a veranos cálidos y secos y a las condiciones de los pastos de secano. Es de importancia en las praderas de regadío y en montañas del interior de la península ibérica.
Es una especie adaptada a suelos de fertilidad alta y media, no le convienen los suelos pesados que tienden a encharcarse. Al igual que todas las especies originarias de clima húmedo posee un sistema radicular superficial y sensible a la sequía. No crece a temperaturas menores de 5 °C y en primavera tiene un gran desarrollo pero lento al principio. Crece bien en otoño y se mantiene verde y productivo hasta las heladas.

## Importancia económica

### Crecimiento y desarrollo
Las semillas germinan fácilmente pero su desarrollo es lento en las primeras fases, germinan adecuadamente dentro de un rango de temperaturas mayor que el de casi todas las otras gramíneas de ciclo frío.
Se recomienda su siembra en otoño temprano para que se establezca antes de las heladas, que pueden afectar a las plantas muy pequeñas. Si se siembra en primavera puede verse afectado por las sequías de verano del Norte de España. En primavera posee un excelente crecimiento pero lento al principio.
El rebrote después de la siega (suele ser a finales de primavera), es bueno si las condiciones son apropiadas: temperaturas no muy elevadas y suficiente humedad.
En la zona Cantábrica y Galicia su crecimiento suele estar limitado debido a la sequía; en secanos frescos y regadíos del interior su desarrollo puede verse reducido debido a las altas temperaturas.
Esta gramínea crece muy rápidamente y enseguida deja de ser apetecible para el ganado que preferirá otras especies de crecimiento más lento, esto ocurre en mayor medida en la primavera, cuando el crecimiento y la maduración se producen antes que en la mayor parte de las gramíneas adaptadas al frío y a la humedad.

### Agronomía y manejo
La siembra es preferible en primavera, época en la que tiene un gran crecimiento, pero en el norte de España puede haber problemas debido a las sequías de verano. Sembrar a finales de verano y en otoño da buenos resultados si se deja el tiempo suficiente para que se establezcan las plántulas. Además, si se siembra a principios de otoño el cultivo podrá establecerse antes de las heladas.
Suele sembrarse en mezcla con otras gramíneas y en asociación con leguminosas:
en el norte de España se utiliza con raigrás inglés y trébol blanco en praderas de larga duración de pastoreo y siega; si las praderas son solo de siega se emplean el raigrás italiano y el trébol violeta.
En los regadíos de la meseta norte se utiliza con raigrás inglés o festuca y trébol blanco, en praderas de pastoreo o pastoreo y siega.
En Andalucía, Extremadura y submeseta sur de España se utiliza con alfalfa en pequeñas cantidades, trébol blanco y festuca alta, en praderas de regadío de pastoreo y siega.
En Francia se utiliza con la alfalfa como acompañante, en España no suele realizarse dicha asociación.
El dactilo se adapta bien a las condiciones climáticas de la Península y posee diversas variedades, gracias a ello su uso está ampliamente extendido, pero en casi todas las mezclas es secundaria respecto a otras gramíneas.
La densidad de siembra recomendada en asociación con leguminosas es de 3,3 a 11,3 kg/ha .
Por lo general la fertilización es esencial para un alto rendimiento.
Las leguminosas proporcionan al dáctilo el nitrógeno necesario para su desarrollo.
Aunque las leguminosas no le proporcionan todo el nitrógeno que puede utilizar, la fertilización con nitrógeno suele estimular demasiado el crecimiento del dáctilo asfixiando o debilitando a las leguminosas, por ello no se suele recomendar el uso de fertilizantes nitrogenados.
Sin embargo, se han obtenido buenos resultados en la fertilización con nitrógeno en algunos casos. En poblaciones puras de dáctilo o con pocas leguminosas la fertilización con nitrógeno es esencial. 
En la mayor parte de los casos se debe fertilizar con cal y fosfatos.

## Usos
Esta planta produce un buen forraje cuando es joven pero pierde enseguida su calidad y digestibilidad al florecer.
Si es sometido a defoliaciones muy severas y frecuentes mediante siega o pastoreo (sobre todo mediante pastoreo) las sustancias de reserva desaparecerán, su capacidad de regeneración se verá limitada y además de producir menos puede morir.
Las asociaciones de dáctilo y leguminosas necesitan siega y pastoreo o su combinación para aprovecharlo cuando aún es joven y apetecible para el ganado y para mantener un buen equilibrio entre ambos. El dáctilo se desarrolla rápido y por eso debe segarse o ser pastoreado pronto para aprovecharlo antes de que madure demasiado o para que se produzca un rebrote para un uso posterior.
Aunque tolera el pastoreo, no persiste mucho bajo un pastoreo intenso continuo. Debido a esto, da mejores resultados cuando se regula el pastoreo o se practica en rotación.
Debido a la gran producción de dáctilo en primavera, parte o toda la superficie cultivada de dáctilo y leguminosas puede ser cosechada para henificado o ensilado en esta época.
En lugares en los que una parte de la superficie cultivada se siega para ensilar o henificar y el resto se deja pastar en rotación todo el año, suele pastarse los dos o tres primeros años y se siega para henificar o ensilar anualmente en los campos más viejos.
En estos casos el dáctilo y la leguminosa se mantienen tres o cuatro años y se hace una siembra nueva anualmente.
Debe segarse al empezar a formarse las inflorescencias para no perder calidad y valor nutritivo.

## Taxonomía
Dactylis glomerata fue descrita por Carlos Linneo y publicado en Species Plantarum  1: 71. 1753.
Etimología
Dactylis: nombre genérico que proviene del griego "dactylos" que significa "dedo", lo que alude a la forma de la panícula.
glomerata: epíteto latino que significa "aglomerado, agrupado".
Subespecies
- Dactylis glomerata subesp. glomerata
- Dactylis glomerata subesp. himalayensis
- Dactylis glomerata subesp. hispanica (sin. D. hispanica)
- Dactylis glomerata subesp. ibizensis
- Dactylis glomerata subesp. judaica
- Dactylis glomerata subesp. juncinella
- Dactylis glomerata subesp. lobata (sin. D. aschersoniana)
- Dactylis glomerata subesp. lusitanica
- Dactylis glomerata subesp. marina (sin. D. marina)
- Dactylis glomerata subesp. santai
- Dactylis glomerata subesp. smithii
- Dactylis glomerata subesp. woronowii (sin. D. woronowii)

Sinonimia
- Aeluropus smithii (Link) Steud.
- Bromus cylindraceus (Brot.) Brot.
- Bromus glomeratus (L.) Scop.
- Dactylis abbreviata Bernh. ex Link
- Dactylis altaica Besser
- Dactylis aschersoniana Graebn.
- Dactylis canariensis Nees ex Steud.
- Dactylis capitellata Link
- Dactylis cylindracea Brot.
- Dactylis decalcata Brand
- Dactylis fasciculata C.Sm. ex Link
- Dactylis glaucescens Willd.
- Dactylis heterophylla Opiz ex Domin
- Dactylis hispanica Roth
- Dactylis hyrcana (Tzvelev) Mussajev
- Dactylis ibizensis Gand.
- Dactylis kirschbaumii Opiz ex Domin
- Dactylis kovarovicii Opiz
- Dactylis lobata (Drejer) Ostenf.
- Dactylis marina Borrill
- Dactylis maritima (Hack.) Rivas Mart.
- Dactylis metlesicsii P.Schönfelder & D.Ludw.
- Dactylis nemorosa Opiz ex Domin
- Dactylis noeana Steud.
- Dactylis ortmanniana Opiz
- Dactylis pendula (Dumort.) B.D.Jacks.
- Dactylis peylii Opiz ex Domin
- Dactylis polygama Horv.
- Dactylis pubescens Opiz ex Domin
- Dactylis rigida Boiss. & Heldr.
- Dactylis scaberrima Opiz
- Dactylis scabra W.Mann ex Opiz
- Dactylis scabra Mann ex Domin
- Dactylis slovenica Domin
- Dactylis smithii Link
- Dactylis stenophylla Opiz ex Domin
- Dactylis villosa Ten.
- Dactylis woronowii Ovcz.
- Festuca glomerata (L.) All.
- Festuca glomerata (L.) Spreng.
- Festuca phalarioides Lam.
- Koeleria dactylis Chaub.
- Limnetis glomerata (L.) Eaton
- Phalaris glomerata (L.) Gueldenst.
- Poa smithii (Link) Kunth
- Sesleria cirtensis Trab.
- Trachypoa vulgaris Bubani[6]

## Nombres comunes
Avallico, bayueca, cabezuela, centinela, dactilo (7), dáctilo, ejilaora de mora, enjilaora, grama (2), grama de jopillos, grama en jopillos (2), grama en penachos, hierba mazorquera, hierba seriyosa, japillos (2), jopillos de monte (3), jópillos, lastón, pasto azul, pasto ovillo, triguera, trigueras, yerba áspera.(el número entre paréntesis indica las especies que llevan el mismo nombre).

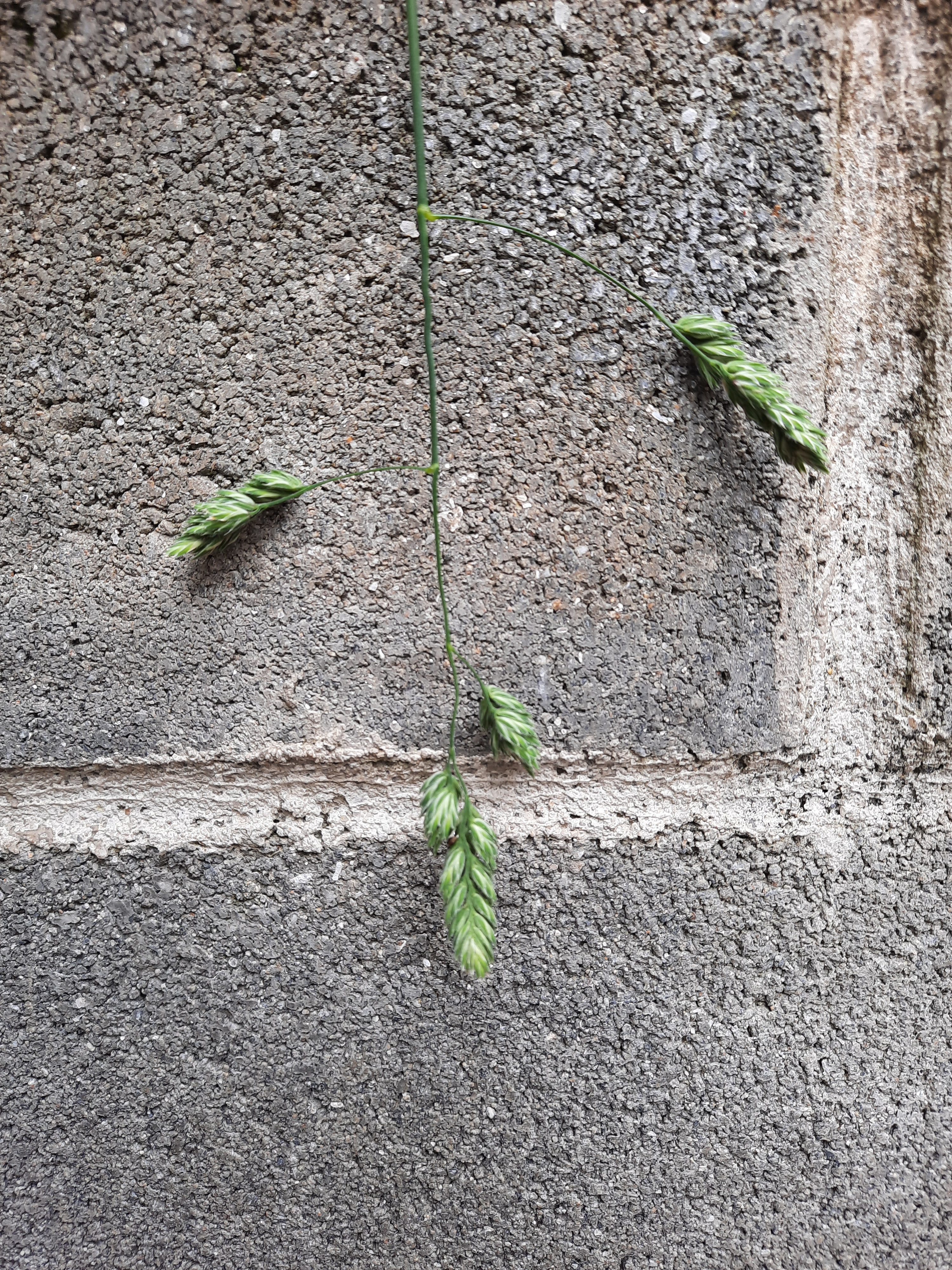
Ejemplar en Burela (Lugo, España)

## Variedades
- Luna Roskilde (Dinamarca)
- S-26 y S-37 (Gran Bretaña)
- Modac (Holanda)
- Nika (Polonia)
- Lucifer (Francia)
- Adac I y II (España)
- Artabro (España)
- Rodeiro (España)
- Prius
- Hera
- Chantemille (Francia)
- Daprime (Francia)
- Lully (Francia)
- Lucyle
- Lutetia
- Currie (Australia)
- Berber (Australia)
- Kasbah (Australia)[1]